# Segonje
Segonje – wieś w Słowenii, w gminie Škocjan. W 2018 roku liczyła 35 mieszkańców.